# Batalla de Zorndorf
En la Batalla de Zorndorf (hoy Sarbinowo en Polonia occidental) en la Guerra de los Siete Años, que se libró el 25 de agosto de 1758, tuvo lugar el primer encuentro armado entre el ejército prusiano y las fuerzas armadas rusas bajo el mando del conde Fermor.
Con la ocupación de Prusia oriental por el príncipe Apraxin en 1757, estaba en juego el porvenir de la monarquía prusiano-brandeburguesa en el verano de 1758. Mientras desde el sur se aproximaban los austriacos, bajo el mando de Daun, los rusos se situaban ante las abiertas puertas de Brandeburgo. Poco antes de la batalla, había comenzado el bombardeo de artillería del castillo de la ciudad de Küstrin, la incursión en el corazón del reino había tenido lugar inmediatamente antes. En esa situación, las tropas del Rey Federico II el Grande debieron soportar supremas adversidades durante la lucha.

## La batalla
La batalla se desarrolló durante todo el día en medio de un ardiente calor estival. En contra de las experiencias anteriores, el ataque de la vanguardia de la infantería prusiana no pudo abrir inicialmente una brecha en el frente contrario. 
Durante mucho tiempo, el combate se desarrollaba sin que ninguno de los ejércitos se impusiera al otro, cuando el ala izquierda prusiana comenzó a recular, en tanto que el mariscal de campo, el príncipe Moritz, no podía recuperar la situación. 
El rey mismo se jugó la vida en una atrevida acción, cuando, montado en su caballo, agarró la bandera del 46.º Regimiento de Infantería de Von Bülow y dirigió a su derrotada tropa de nuevo contra el enemigo. 
Aun así, se mantenían los indicios de la derrota, cuando poco después del mediodía el general Friedrich Wilhelm von Seydlitz condujo a la victoria con un ataque masivo de cerca de 50 escuadrones de la caballería del ala derecha en contra de las expresas y repetidas órdenes del rey para llevar a cabo la implicación del centro (“él respondió con su cabeza para el combate”), esperó el experimentado y joven general de caballería el instante en el que la mayor parte del grueso del ejército ruso se hubiera internado entre las filas prusianas. 
En ese arriesgado y apropiado instante, dio la orden de ataque sorprendiendo a los rusos, a partir de ese momento bloqueados, y consiguiendo con esa carga de caballería la victoria prusiana.
Federico en persona condecoró la proeza táctica de su voluntarioso y genial general, mientras su aliado el embajador británico sir Mitchell, presente en el campo de batalla, después de la retirada rusa le decía estas palabras: “Sin estas horas, funesto sería para nosotros”.
La victoria de Zorndorf dio a Federico la posibilidad de contener el avance de los austriacos hacia el oeste, mientras que Fermor retrocedía hacia el este. Las pérdidas fueron altas por ambas partes: en conjunto unos 30.000 hombres, sin contar heridos ni prisioneros. A pesar de la victoria prusiana era el desempate, para el ejército en el Oder, una cuestión de tiempo para una nueva confrontación, como entonces también indicó el teórico militar Carl von Clausewitz en un más bien hendido veredicto sobre la batalla.
- Datos: Q663405
- Multimedia: Battle of Zorndorf / Q663405